# Виклиф (Кентаки)
Виклиф (енгл. Wickliffe) град је у америчкој савезној држави Кентаки.

## Демографија
По попису из 2010. године број становника је 688, што је 106 (-13,4%) становника мање него 2000. године.
| Група             | 2000.       | 2010.       |
| Белци             | 744 (93,7%) | 623 (90,6%) |
| Афроамериканци    | 14 (1,8%)   | 27 (3,9%)   |
| Азијати           | 7 (0,9%)    | 0 (0,0%)    |
| Хиспаноамериканци | 10 (1,3%)   | 20 (2,9%)   |
| Укупно            | 794         | 688         |